# Draksenić
Draksenić (cyr. Драксенић) – wieś w Bośni i Hercegowinie, w Republice Serbskiej, w gminie Kozarska Dubica. W 2013 roku liczyła 565 mieszkańców.